# راتينغن
راتينغن (بالألمانية: Ratingen) هي بلدة ألمانية تقع في ألمانيا في متمان. يقدر عدد سكانها بـ 91,408 نسمة .

## المدن التوأمة
مدن بليتز (مارك)، موبيج، لو كينوا، Blyth Valley، فيرمليون (داكوتا الجنوبية)، كوكولا، ووشي، Cramlington وغاغارين هي مدن توأمة لـراتينغن.

## أعلام
- فيرنر شيفر
- كلوديا يونغ
- نوربرت بولمان
- بيتر باير
- مارتن جاي بيكمان
- فالتر مودل